# Petrus Hendrik Holtzman
Petrus Hendrik Holtzman (Amsterdam, 6 januari 1831 – Muiderberg, 1 april 1916) was een Nederlands politicus voor de Liberalen.

## Levensloop
Petrus Holtzman werd geboren als zoon van Jan Jacob Holtzman en Henriëtte Geertruid van Hees. Na de middelbare school werd hij fabrikant bij de firma Van Heel en Holtzman en De Cycloop. Daarna was hij directeur van de Hollandsche Suikerraffinaderij en directeur van de beetwortelsuikerfabriek 'De Mark' te Oudenbosch. Van 1867 tot 1881 was Holtzman lid van de gemeenteraad van Amsterdam en van 15 juli 1873 tot 3 maart 1883 was hij lid van de Provinciale Staten van Noord-Holland voor het kiesdistrict Amsterdam. Van 17 september 1877 tot 4 maart 1883 was hij lid van de Tweede Kamer der Staten-Generaal. In de Tweede Kamer der Staten-Generaal hield hij zich voornamelijk bezig met de accijnzen op suiker en zout en met Amsterdamse zaken, op onderwijsgebied alsmede spoor- en waterwegverbindingen.

## Persoonlijk
Petrus Holtzman trouwde op 4 augustus 1855 te Amsterdam met Baldina Dudok van Heel (1835-1890), telg uit de familie Van Heel, en samen hadden ze twee dochters. Een dochter van hen was Hermine Marie Elisabeth Holtzman en zij trouwde met de Nederlandse politicus Franciscus Lieftinck. Petrus was onder andere woonachtig in de stad Amsterdam en vanaf 1883 woonde hij op het landgoed Beeckesteyn.

## Nevenfuncties
- Commissaris van de Kweekschool voor Machinisten
- Commissaris van de Credietvereniging
- Dijkgraaf van de polder Nieuwkoop
- Commissaris van toezicht op het Koninklijk zoölogisch genootschap "Natura Artis Magistra"